# Новоузенський сільський округ
Новоузе́нський сільський округ (каз. Новоузен ауылдық округі, рос. Новоузенский сельский округ) — адміністративна одиниця у складі Бухар-Жирауського району Карагандинської області Казахстану. Адміністративний центр — село Новоузенка.
Населення — 1802 особи (2021; 1786 у 2009, 1864 у 1999, 2256 у 1989).
Станом на 1989 рік існувала Новоузенська сільська рада (села Нова Узенка, Севан, Стан) ліквідованого Тельманського району.

## Склад
До складу округу входять такі населені пункти:
| Населений пункт  | Населення, осіб (1989) | Населення, осіб (1999) | Населення, осіб (2009) | Населення, осіб (2021) |
| ---------------- | ---------------------- | ---------------------- | ---------------------- | ---------------------- |
| Новоузенка, село | 1632                   | 1432                   | 1625                   | 1711                   |
| Севан, село      | 281                    | 245                    | 95                     | 40                     |
| Стан, село       | 343                    | 187                    | 66                     | 51                     |